# Kline (Biologie)
Als Kline (auch Klin oder Ökokline, englisch: cline oder ecocline; von griech.: κλίνω: lehnen, neigen) wird die kontinuierliche Veränderung eines biologischen Merkmals parallel zu einem Ökogradienten (siehe auch Gradient) bezeichnet. Es handelt sich um eine gerichtete Variation  der Merkmalsausprägung und der dieser zugrunde liegenden genetischen Variationsbreite einer Art.

## Ursachen
Der auslösende Faktor muss dabei nicht im Detail bekannt sein, weil sich häufig mehrere Faktoren in schwer aufzulösender Weise parallel ändern, beispielsweise entlang der geographischen Breite oder der Gebirgshöhe. Die Merkmalsänderung kann eine reine Umweltmodifikation sein, besitzt aber häufig auch eine genetische Basis. Zur Unterscheidung dieser Fälle werden normalerweise Zuchten unter kontrollierten Umweltbedingungen durchgeführt (im Labor oder Gewächshaus). Bleibt der Unterschied auch unter diesen Bedingungen bestehen, muss er genetisch bedingt sein. Auch diese allmähliche Frequenzänderung der merkmalsbestimmenden Allele wird als Kline bezeichnet.
Die Erklärung genetischer Klinen ist ein Problem der Evolutionsbiologie, weil der genetische Austausch oder Genfluss zwischen Individuen und Subpopulationen solche Unterschiede eigentlich homogenisieren müsste. Eine Kline kann aber bestehen bleiben, wenn entweder der Genfluss geringer ist als erwartet oder die Selektion stark genug, den Unterschied trotz der homogenisierenden Wirkung des Genflusses aufrechtzuerhalten. Die Entstehung einer genetischen Kline kann ein außerordentlich rasch ablaufender Vorgang sein. Bei nach Amerika eingeschleppten Taufliegen der Art Drosophila subobscura reichten 20 Jahre, um einen erblichen Größengradienten bei der Flügellänge zwischen nördlichen und südlichen Populationen zu erzeugen.
Klinen werden häufig nach dem Faktor, mit dem die beobachtete Variation der Population oder Art korreliert ist, bezeichnet. So wäre z. B. eine „Thermokline“ eine Merkmalsänderung (oder ein Allelgradient) entlang eines Temperaturgradienten. Eine Merkmalsänderung entlang eines ökologischen Umweltfaktors, oder mehrerer sich parallel ändernder, wird allgemein als „ecocline“ (seltener eingedeutscht: Ökokline) bezeichnet. Einige Wissenschaftler nennen allerdings auch den verursachenden Faktorengradienten selbst (bzw. die diesem entsprechende Abfolge von Habitaten oder Standorten) so. In diesem Sinn kann der Begriff dann auch auf ganze Lebensgemeinschaften Anwendung finden. Die meisten Wissenschaftler bevorzugen in diesem Fall allerdings den Ausdruck „Ökoton“.

## Beispiele
- Bei vielen Säugetieren und Vögeln nimmt die Körpergröße mit zunehmendem Breitengrad zu (Bergmannsche Regel)
- Beim Rapsweißling variiert die Flügelfärbung von hell nach dunkel. Je weiter man in Skandinavien nach Norden kommt, desto dunkler sind die Flügel.[10]